# خاي
(العبرية: חי, الإنجليزية: "Alive", العربية : حي) هي أغنية للمغنية الإسرائيلية اليمنية عفراء هزاع أصدرت عام 1983 و مثلت دولة إسرائيل بمسابقة يوروفيجن للأغاني التي أقيمت في تلك السنة بألمانيا. بفضل هذه الأغنية فازت عفراء بالمرتبة الثانية بالمسابقة وأثارت اهتمام الجمهور الأوروبي حينها فيما يعتبر أول خطوة لنجاحها في الساحة الدولية.